# Archibald Hay (13e comte de Kinnoull)
Archibald FitzRoy George Hay, 13e comte de Kinnoull (20 juin 1855 - 7 février 1916), titré vicomte Dupplin de 1886 à 1897, est un pair et militaire écossais. Il est comte de Kinnoull, vicomte Dupplin et Lord Hay de Kinfauns dans la pairie d'Écosse, et baron Hay de Pedwardine dans la Pairie de Grande-Bretagne. 

## Biographie

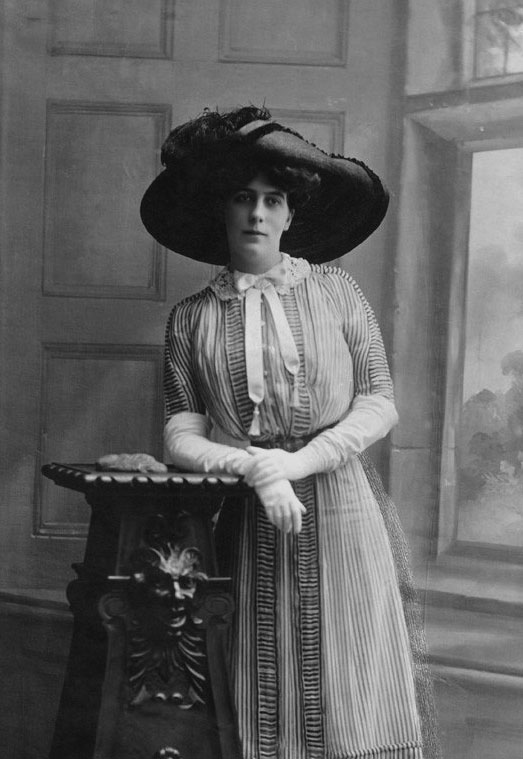
Florence Hay (née Darell), comtesse de Kinnoull, 1910

Il est le troisième fils de George Hay-Drummond (12e comte de Kinnoull) et Lady Emily Somerset, fille de Henry Somerset (7e duc de Beaufort). L'une de ses sœurs, Muriel, est mariée au comte Alexander Münster, fils de Georg Herbert zu Münster, ambassadeur d'Allemagne au Royaume-Uni (1873–1885). 
Il est commandant la milice royale du Perthshire en 1872 et rejoint plus tard le Black Watch, avec qui il combat pendant la guerre anglo-égyptienne de 1882. Il reçoit l'Ordre ottoman d'Osmanieh et sert en Égypte en tant que chef de cabinet de Baker Pacha et comme colonel de la gendarmerie égyptienne. Il se retire de l'armée en 1886 et devient comte en 1897, ses frères aînés étant décédés. 
Le Times note que le comte musical a "un talent considérable - chanter, jouer et composer - et à l'occasion de son deuxième mariage a composé un hymne à chanter lorsque la mariée est entrée dans l'église." 
Dans les années 1890, il s'implique avec la Legitimist Jacobite League de Grande-Bretagne et d'Irlande, une partie du revival néo-jacobite, avec Herbert Vivian (en) et d'autres . Vivian a quitté la Ligue jacobite en août 1893 . 
Il est également collectionneur; sa porcelaine et ses meubles du château de Dupplin sont partis à de "bons prix" lorsqu'ils sont vendus aux enchères chez Christie's en mai 1911. Plus tard cette année-là, sa bibliothèque rapporte plus de 2 700 £. 

## Mariage et descendance
Il épouse Joséphine Maria Hawke en 1877 et ils ont un fils Edmund Alfred Rollo George (né en 1879), le couple se sépare en 1885. En 1903, il se remarie à Florence Mary Darell, petite-fille de William Lionel Darell, 4e baronnet, et leur fille Lady Elizabeth Blanche Mary Gordon est née la même année. Ils ont également une deuxième fille. 
Son fils, Edmund, vicomte Dupplin, est décédé de la Scarlatine en 1903. À la mort du comte en 1916, le titre passe à son petit-fils, George Hay (14e comte de Kinnoull). 